# Eddy Bouwmans
Eddy Bouwmans, nascido a 30 de janeiro de 1968 em Aarle-Rixtel, é um ciclista holandês já retirado que foi profissional desde 1990 a 1997.

## Palmarés
- 1989
  - Flecha das Ardenas

- 1992
  - Classificação dos jovens do Tour de France

- 1993
  - Clássica dos Alpes
  - 1 etapa da Dauphiné Libéré

- 1994
  - 1 etapa do Critérium Internacional
  - 1 etapa do Tour de Limusino

- 1997
  - Teleflex Tour

## Resultados nas grandes voltas
| Corrida            | 1990 | 1991 | 1992 | 1993 | 1994 | 1995 | 1996 | 1997 |
| ------------------ | ---- | ---- | ---- | ---- | ---- | ---- | ---- | ---- |
| Giro d'Italia      | -    | -    | -    | -    | -    | -    | -    | -    |
| Tour de France     | -    | -    | 14.º | 45.º | -    | 45.º | -    | -    |
| Volta a Espanha    | -    | 41.º | -    | -    | -    | 27.º | -    | -    |
| Mundial em Estrada | Ab.  | Ab.  | Ab.  | Ab.  | Ab.  | Ab.  | Ab.  | -    |

-: não participa

Ab.: abandono

## Equipas
- Panasonic-Sportlife (1990-1992)
- Novemail-Histor (1993-1994)
- Novell (1995)
- Foreldorado-Golff (1996-1997)